# 발트 순상지

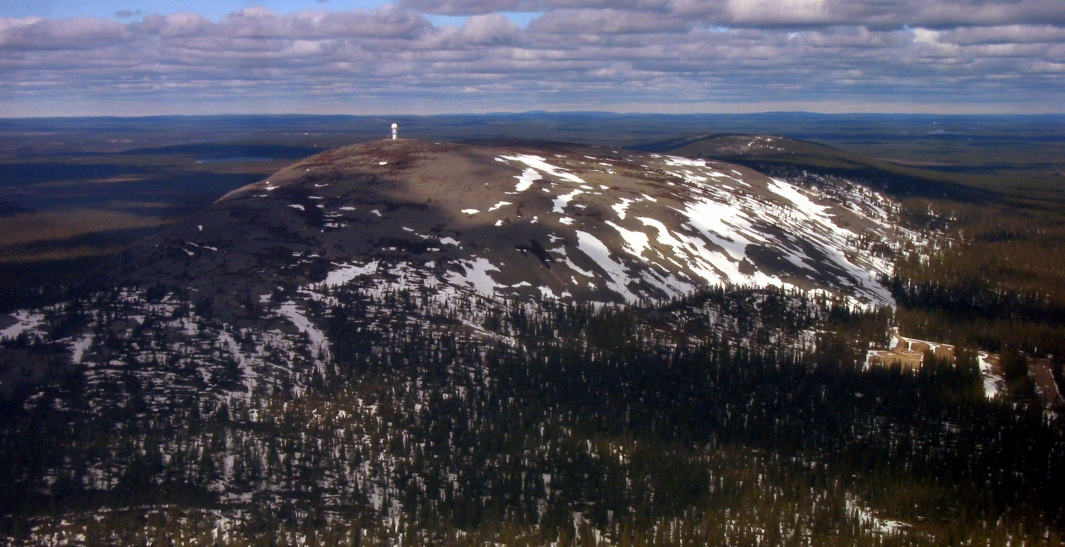

발트 순상지 혹은 페노스칸디아 순상지는 스칸디나비아반도의 동반부와 핀란드 및 발트해 연안 지방이 포함된 순상지이다. 지구상에 존재하는 가장 오래된 고지괴의 핵심지역으로 선캄브리아기의 편마암과 화강암이 주로 분포하고 있으며, 시생대에 이미 준평원화된 안정 지괴이다.

## 같이 보기
- 콜라 시추공
- 순상지

## 참고 자료
- 이 문서에는 다음커뮤니케이션(현 카카오)에서 GFDL 또는 CC-SA 라이선스로 배포한 글로벌 세계대백과사전의 내용을 기초로 작성된 글이 포함되어 있습니다.